# Melanoplus quercicola
Melanoplus quercicola är en insektsart som först beskrevs av Morgan Hebard 1918.  Melanoplus quercicola ingår i släktet Melanoplus och familjen gräshoppor. Inga underarter finns listade i Catalogue of Life.